# Madame Vélo ou Monsieur Vélo
Le poste de « Monsieur Vélo » ou « Madame Vélo », officiellement « coordonnateur interministériel pour le développement de l’usage du vélo » a été institué auprès du ministère de l'Équipement et des Transports par le Premier ministre par décret n° 2006-444 du 14 avril 2006.

## Historique
Une fonction honorifique de « monsieur vélo » est créée dans les années 1970 et sera successivement incarnée par Jean Carmet en 1976, Jean-Claude Killy en 1977 et Haroun Tazieff en 1978, puis par Stéphane Audran, « madame vélo » 1979,.
Un poste de préfiguration est occupé entre 1993 et 1994 par Isabelle Lesens, chargée de mission vélo par le ministre de l'Environnement Michel Barnier.
Le poste de coordinateur, créé par le ministre  prend la suite du « comité de suivi de la politique vélo », structure mise en place par le ministère de l'Environnement en 1994 et longtemps présidée par Hubert Peigné pour présenter et confronter le point de vue de l’ensemble des acteurs de ce secteur dans un cadre partenarial.

## Attributions
Le décret créateur dispose qu'il « examine, en liaison avec les services compétents, l'ensemble des questions et des enjeux, notamment de développement durable, liés au développement de ce moyen de locomotion et qui concernent l'organisation des déplacements, la voirie, les sports et les loisirs, le tourisme et la politique industrielle. Il fait toutes propositions dans ces matières, en prenant appui sur les expériences réalisées, en France comme à l'étranger. Il favorise la diffusion des informations utiles et des bonnes pratiques auprès des diverses parties intéressées, et en particulier des collectivités territoriales. »
Ses services sont actuellement au ministère de l'Environnement, de l'Énergie et de la Mer (à La Défense), et la coordinatrice dispose d'un réseau interrégional de 8 référents techniques vélo au CEREMA et d'une vingtaine de correspondants « développement des mobilités actives » en DREAL.

## Titulaires
Ont successivement occupé ce poste :
1. Hubert Peigné (décret du 18 avril 2006[9])
2. Dominique Lebrun (décret du 28 décembre 2011[10]).
3. Sylvie Banoun (d) (décret du 30 mai 2016[11])
4. Thierry du Crest (d) (décret du 12 septembre 2019[12])